# La Cuchilla, Santa Catarina
La Cuchilla är en ort i Mexiko.   Den ligger i kommunen Santa Catarina och delstaten San Luis Potosí, i den centrala delen av landet, 230 km norr om huvudstaden Mexico City. La Cuchilla ligger 1 010 meter över havet och antalet invånare är 180.
Terrängen runt La Cuchilla är huvudsakligen kuperad. La Cuchilla ligger uppe på en höjd. Runt La Cuchilla är det ganska glesbefolkat, med 23 invånare per kvadratkilometer. Närmaste större samhälle är La Parada, 2,9 km väster om La Cuchilla. I omgivningarna runt La Cuchilla växer huvudsakligen savannskog.